# Srivijaya

Größte Ausdehnung des Einflussbereichs Srivijayas im 8. Jahrhundert

Srivijaya (Sanskrit Śrīvijaya „strahlender Sieg“, auch Sri Vijaya, Sriwijaya oder Shri Vijaya) war eine buddhistische Thalassokratie in Südostasien. Das Zentrum Srivijayas lag auf Sumatra; sein Einflussbereich umfasste aber auch die küstennahen Gebiete der Malaiischen Halbinsel und Westjavas. Seine Vorherrschaft in der Region dauerte vom Ende des 7. bis zum Ende des 13. Jahrhunderts.

## Grundlagen

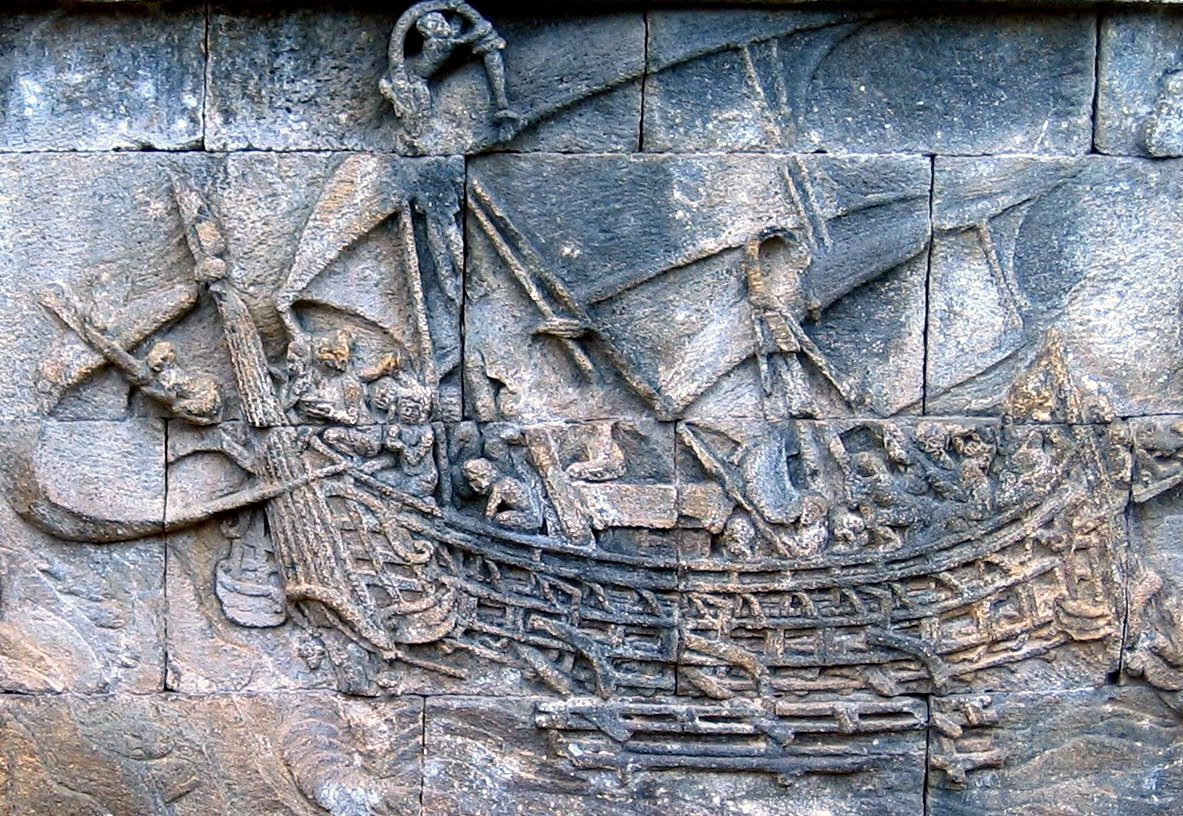
Darstellung eines Schiffs in einem Basrelief der Tempelanlage Borobudur, 8. Jahrhundert

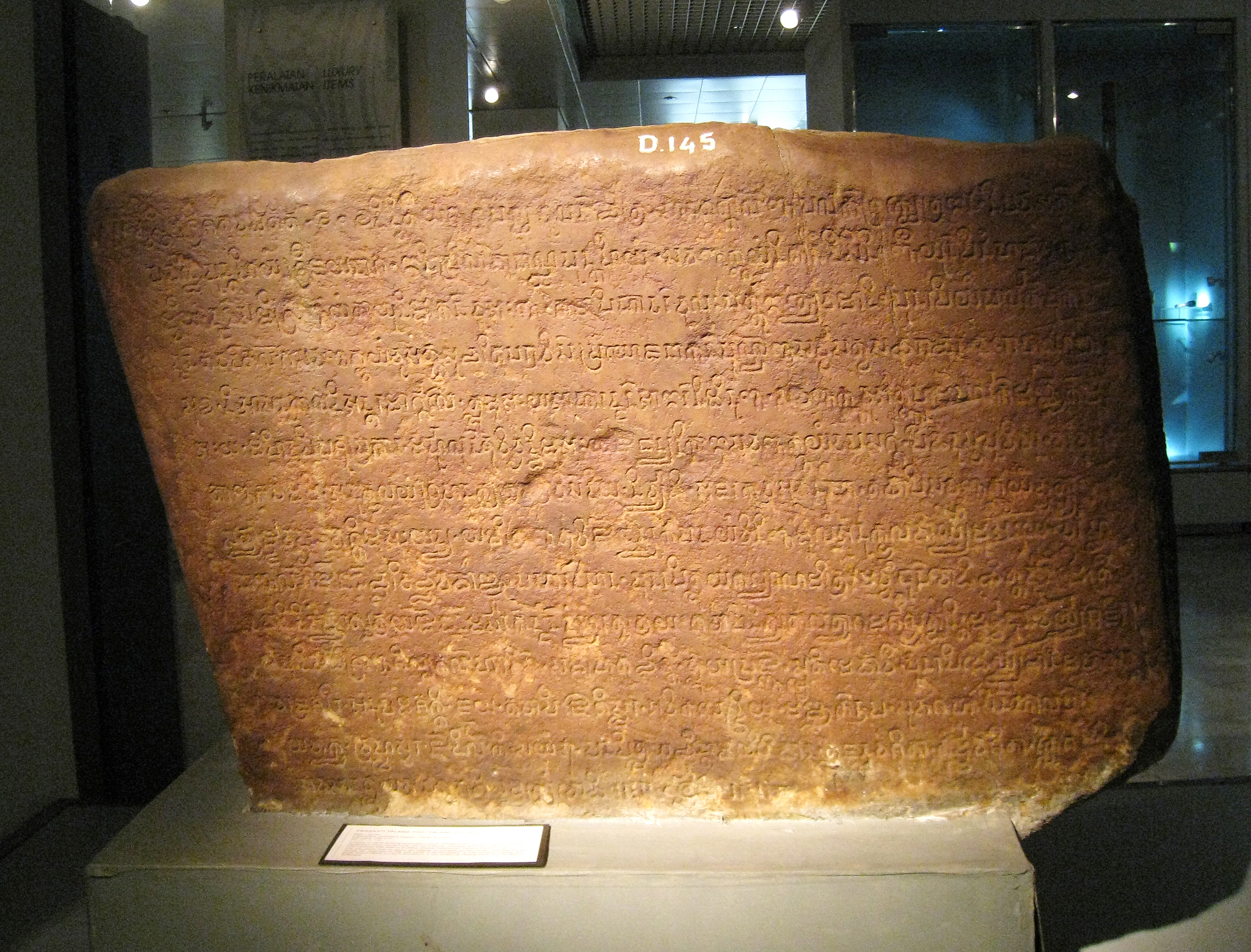
Talang-Tuwo-Inschrift aus dem 7. Jahrhundert, entdeckt in der Nähe von Palembang

Für die moderne Geschichtsschreibung wurde dieser Staat erst 1918 entdeckt, als der französische Historiker George Coedès den Namen Srivijaya deutete und mit dem Sribuza und Sarbaya der arabischen bzw. dem Sanfoqi der chinesischen Quellen identifizierte.
Die Hauptstadt setzt man mit dem heutigen Palembang auf Sumatra gleich, d. h. sie liegt wahrscheinlich darunter begraben. Als Indiz dient der Fund einer großen Ganesha-Statue. Ihr Geflecht aus Klöstern, (z. T. öffentlichen) Parks, Märkten und Häfen wurde durch das Flusssystem des Musi begrenzt; der heilige Berg Srivijayas war wahrscheinlich der Bukit Seguntang.
Gegründet wurde Srivijaya wohl um 500, vielleicht anstelle von Kan-t'o-li oder einem anderen Vorgängerstaat. Ein Jahrhundert später sprachen chinesische Quellen von zwei Königreichen auf Sumatra: einem in Jambi und einem in Palembang, wobei Jambi vielleicht das bedeutendere Königreich war, da es eher Beziehungen nach China pflegte. Jambi wurde aber schon 686 von Srivijaya übernommen, wovon der Pilgermönch Yi Jing Zeugnis ablegt.
Der Aufstieg des Staates war in der günstigen Lage Palembangs als Hafen bzw. Warenumschlagsplatz (Stoffe, Juwelen, Elfenbein, Elefanten, Rohsilber, Ambra, Kampfer, Gewürze, Edelhölzer) zwischen der Straße von Malakka und der Sundastraße begründet. Mit dem Monsun kamen Schiffe aus China, Indien und Arabien, so dass man hier von der Seidenstraße des Meeres spricht. Wichtig waren hierbei günstige Beziehungen nach China, so dass die Schiffe möglichst nicht in Kanton festgehalten, übervorteilt oder sogar ausgeraubt wurden.

## Machthöhepunkt
Srivijaya dehnte ab der Mitte des 7. Jahrhunderts seinen Machtbereich aus. Zwischen 683 und 686 machte es unter König Jayanasa seinen Einfluss an der Sundastraße und in West-Java geltend. Von großer Bedeutung war dabei die Unterstützung der indonesischen Urbevölkerung, die unter dem Namen Orang Laut (Seefahrer) Seeräuberei  betrieb, aber bei entsprechender Behandlung auch das Rückgrat der Flotte stellte.
Zwischen 702 und 724 schickte Srivijaya vier Gesandtschaften nach Tang-China. Bis 775 hatte es sein Herrschaftsgebiet auf die malaiische Halbinsel ausgedehnt und dabei 14 Stadtstaaten besetzt. Zu dem Zeitpunkt hätte es sowohl die Malakka- als auch die Sundastraße kontrollieren können. Aber die Javaner waren mit dem Piratenkönig Sanjaya (um 730) an der Spitze gefährliche Gegner. Erst 775 kam es zum Frieden. Man legte die gegenseitigen Beziehungen zu den gerade an die Macht gekommenen Sailendra-Königen Javas fest und festigte sie durch eine Heirat. Um 850 konnte sogar ein vertriebener Sailendra-Prinz namens Balaputra die Regierung in Srivijaya übernehmen, weil seine Mutter von dort stammte.
Da Srivijaya seinen Reichtum dem Handel verdankte, arrangierte es sich auch mit Song-China und erkannte dessen Kaiser formell als Oberherren an. 905 könnte sogar ein König Srivijayas selbst bei Hofe erschienen sein – der Besucher bekam den Titel "General, der fremde Länder befriedet" verliehen. Jedenfalls ersuchte der Maharaja/König Chulamanivarmadeva 992 erfolglos chinesische Unterstützung gegen die Javaner, als beide Staaten wegen Religions- und Handelsfragen wieder in einen Kriegszustand gerieten (990–1006). Srivijaya siegte mit der Eroberung der feindlichen Hauptstadt und 1030 festigte König Sangrama Vijayottungavarman den Frieden mit einer Heirat.

## Kultur und Staat

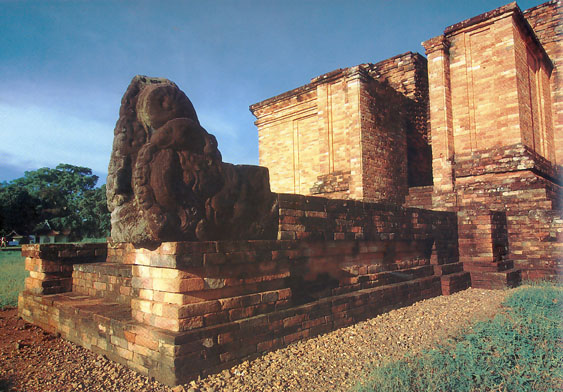
Candi Gumpung, Teil der buddhistischen Tempelanlage Muaro Jambi aus dem 11.–13. Jahrhundert, Provinz Jambi, Sumatra

Kulturell war das Königreich vom Buddhismus dominiert, auch noch, als dieser in Indien und im benachbarten Java bereits vom Hinduismus verdrängt wurde. Der chinesische Pilgermönch Yì Jìng besuchte es auf seiner Reise nach/von Indien (671/695). Er fand dort nicht weniger als 1000 Gelehrte internationaler Herkunft und eine ausgezeichnete Bibliothek vor bzw. ein buddhistisches Zentrum, das in ständigem Kontakt mit Nalanda stand. Der König Balaputra tätigte dort sogar Stiftungen, um sich zu legitimieren. Allerdings darf man den indischen Einfluss auch nicht überbewerten. Die Verkehrssprache (lingua franca) war wahrscheinlich Malaiisch, mit eingestreutem Sanskrit.
Neben dem bereits beschriebenen Handel und den damit verbundenen Handelssteuern stützte sich Srivijaya auch auf die Produktion von Luxus- und Bedarfsgütern, speziell Nipamatten, Schildpatt, Bienenwachs, aromatische Hölzer und Kampfer. Beim Sammeln der Naturprodukte nahm man ebenfalls die Dienste der hier Orang Asli (Waldbewohner) genannten indonesischen Urbevölkerung in Anspruch.
Das indische Erbe prägte die Gesetze, die Politik und die Religion des Staates Srivijaya, auch wenn er im Zuge des Handels ebenfalls chinesischen und später islamischen Einflüssen ausgesetzt war. Der Staatsaufbau ähnelte wie in Indien einer Fürstenpyramide mit einem System von Abhängigkeiten bzw. Treueverhältnissen. Wurde ein Kleinstaat angeschlossen, so behielt er seinen freien Handel, musste aber Tribut zahlen, Heiratsverbindungen eingehen und auf eigene Gesandtschaften verzichten (Mandala-Modell).
Dem südostasiatischen Mandala-Modell entsprechend, war der Staat (bzw. die Staaten) Srivijayas in konzentrischen Kreisen (nicht nur in räumlicher, sondern auch in sozialer Sicht) aufgebaut. Im Zentrum lag das kedatuan, die Residenz des Datu (Fürsten) und seines Hofstaats. Das kedatuan war vom vanua umgeben, einem semi-urbanen Gebiet, in dem weitere Funktionsträger lebten, zu dem aber auch Dörfer, Märkte und ein Tempel gehörten. Kedatuan und vanua zusammen machten die Stadt Srivijaya aus. Diese war von samaryyada umgeben, den weiteren vom Datu kontrollierten Gebieten. Den äußersten Kreis des Systems bildeten die autonomen oder semi-autonomen Gemeinwesen am Rande des Einflussbereichs Srivijayas. Diese konnten entweder von einem Datu, der vom Herrscher Srivijayas anerkannt wurde, regiert werden oder von einem von Srivijaya eingesetzten. Die Fürstentümer der ersten Gruppe hatten selbst wiederum einen konzentrischen Mandala-Aufbau. Je größer oder je weiter entfernt vom Zentrum sie waren, umso größer war ihre Autonomie und umso eher bestand die Möglichkeit, sich einmal von Srivijaya loszusagen.
Die Bindung der Einheiten in dem Netzwerk beruhte auf Treueschwüren (vergleichbar mit dem Lehnseid) und der Zuerkennung von königlicher Gunst und Segen durch den Oberherrn im Gegenzug für Tribute in Form von Waren oder Dienstleistungen. Der Datu stützte seine Herrschaft auf huluntuhan (wörtlich „Diener-Herren“), ein Begriff der als „Reich“ übersetzt wird, aber auch die Familie des Datu oder ein Netzwerk aus Familienmitgliedern und Vasallen bedeuten kann. Auch ‚Datu‘ wurde in Srivijaya nicht nur für die Person des Fürsten verwendet, sondern in einem erweiterten Sinn auch für dessen Herrschaft, seine Angehörigen und von ihm eingesetzten Vertreter. Die Datu wurden als heilig und unantastbar betrachtet und ihnen wurden übernatürliche Kräfte zugeschrieben. Unter anderem wurde der Datu für die Fruchtbarkeit des Landes verantwortlich gemacht.

## Zerfall und Untergang
Das lockere Staatsgefüge erwies sich als Nachteil, als im 11. Jahrhundert mit den Chola-Königen auch Eroberer aus Südindien kamen. Die Chola attackierten Srivijaya 1017, 1025 und 1068 mit ihrer neugeschaffenen Flotte und konnten einige Gebiete an sich binden, obwohl ihnen nie an einer dauerhaften Herrschaft, sondern eher an der Ausschaltung der Handelskonkurrenz gelegen schien. In jedem Fall war der Angriff des Chola-Königs Rajendra I. 1025 ein Schock – 14 Häfen wurden geplündert und der Handel mit China stockte für einige Jahre, so dass die chinesischen Behörden sogar um den Handel bitten mussten.
Von da an begann der Abstieg Srivijayas, das unter dem Einfluss von Unabhängigkeitsbestrebungen und Piraterie zerfiel. Das erkennt man daran, dass nun abhängige Könige wie die von Kedah, Malayu bzw. Jambi und Kampe eigene Gesandtschaften schickten. Im 12. Jahrhundert stellten die Könige von Jambi auf Sumatra – und nicht mehr die im benachbarten Palembang – die Herren Srivijayas dar. Ein weiterer Grund für den Abstieg war anscheinend die Zunahme des chinesischen Schiffsverkehrs zur Song-Zeit, der dem malaiischen Zwischenhandel bzw. Srivijaya Konkurrenz machte. Trotzdem besaß Srivijaya im frühen 13. Jahrhundert noch 15 Vasallen.
Der König von Singhasari auf Java, Kertanagra (reg. 1268–1292), eroberte bzw. übernahm um 1275–90 einen großen Teil des heutigen Indonesiens und beendete damit die Vormachtstellung Srivijayas. Das Königreich stand im folgenden Jahrhundert unter javanischer Oberhoheit, endete allerdings erst 1377 endgültig, als die Truppen von Majapahit Palembang eroberten. Vielleicht bestand es auch noch etwas länger fort, denn ein rebellischer Prinz aus Srivijaya nahm 1414 den Islam an und gründete Malakka.

## Die bekannten Könige bis zum 11. Jahrhundert
- 682/95 Jaya-nasa
- 702/24 Sri Indra-varman
- 728/42 Rudra Vikkama
- ca. 775 Dharmasetu
- 832-60 Balaputra-deva
- 960/62 Sri Udayaditya
- 980/83 Haji
- 1003/05 Sri Culamani Varma-deva
- 1017 Haji Sumatra-bhumi
- 1024/30 Sri Sangramu Vijayottunga-varman
- 1064 Dharmavira